# 綾瀬村
綾瀬村（あやせむら）とは、1889年（明治22年）5月1日から1932年（昭和7年）10月1日まで存在した東京府南足立郡の村。
現在の綾瀬、青井、弘道、西綾瀬、足立、日ノ出町に相当する。

## 概要
東京府南足立郡の南東部に位置していた。村域は綾瀬川の東西両岸と古隅田川の北岸に位置する。

## 村名の由来
綾瀬川に由来。

## 歴史
- 1889年（明治22年）5月1日 - 市制町村制の施行により伊藤谷村、弥五郎新田、五兵衛新田、次郎左衛門新田の4か村と、保木間村飛地（字二ツ屋新田）を合併統合し綾瀬村が発足。
- 1932年（昭和7年）10月1日 - 千住町、西新井町、梅島町、舎人村、渕江村、伊興村、江北村、東渕江村、花畑村とともに東京市へ編入され足立区となる。

## 地域の歴史
綾瀬村の基礎となった4村は、いずれも江戸時代に成立した新田集落である。

### 伊藤谷村（伊藤谷新田）
- 江戸時代の天保期頃までは伊藤谷新田と呼ばれ、新田開発によって成立した（『天保郷帳』による）。村域は大きく4つに分かれていた。
- 1889年（明治22年）5月1日 - 綾瀬村成立により、大字伊藤谷となる。
- 1932年（昭和7年）10月1日 - 足立区成立により、分かれていた村域ごとに以下の4町が成立。
  - 伊藤谷本町 - 字古川端耕地、村之内耕地、川西耕地、四町田耕地
  - 伊藤谷東町 - 字精出耕地、牧田耕地
  - 伊藤谷西町 - 字五反野耕地、丁張耕地
  - 伊藤谷北町 - 字兵左衛門切耕地、道海東耕地

### 弥五郎新田
- 村域は伊藤谷村の西の飛地によって大きく2つに大分していた。
- 1889年（明治22年）5月1日 - 綾瀬村成立により、大字弥五郎新田となる。
- 1913年（大正2年） - 1930年（昭和5年） - 当地内において荒川放水路が掘削される。
- 1932年（昭和7年）10月1日 - 足立区成立により、以下の3町が成立。
  - 五反野北町 - 字精出耕地、丁張耕地（北の飛地）
  - 五反野南町 - 字沼田耕地、西五反野耕地、東五反野耕地
  - 日ノ出町1 - 3丁目 - 字大原耕地、嚢耕地、糀屋耕地（主に荒川放水路より南側の地域）

### 五兵衛新田
- 江戸・寛永年間 - 改修・掘削により綾瀬川が当村内を南北に貫通する。
- 1889年（明治22年）5月1日 - 綾瀬村成立により、大字五兵衛新田となる。
- 1932年（昭和7年）10月1日 - 足立区成立により、足立区五兵衛町となる。

### 次郎左衛門新田
- 文禄、慶長期に開墾により当村が成立。
- 1889年（明治22年）5月1日 - 綾瀬村成立により、大字次郎左衛門新田となる。
- 1932年（昭和7年）10月1日 - 足立区成立により、足立区四ツ家町となる。

| 明治22年以前         | 明治22年5月1日 - 昭和6年 | 昭和7年 - 昭和17年 | 昭和18年 - 現在 | 現在   |
| -------------------- | ------------------------ | ------------------ | --------------- | ------ |
| 足立郡伊藤谷村       | 南足立郡綾瀬村           | 東京市足立区       | 東京都足立区    | 足立区 |
| 足立郡弥五郎新田     | 南足立郡綾瀬村           | 東京市足立区       | 東京都足立区    | 足立区 |
| 足立郡五兵衛新田     | 南足立郡綾瀬村           | 東京市足立区       | 東京都足立区    | 足立区 |
| 足立郡次郎左衛門新田 | 南足立郡綾瀬村           | 東京市足立区       | 東京都足立区    | 足立区 |